# Annezay
Annezay és un municipi francès situat al departament del Charente Marítim i a la regió de la Nova Aquitània. L'any 2007 tenia 162 habitants.

## Demografia

### Població
El 2007 la població de fet d'Annezay era de 162 persones. Hi havia 64 famílies de les quals 8 eren unipersonals (4 homes vivint sols i 4 dones vivint soles), 24 parelles sense fills, 20 parelles amb fills i 12 famílies monoparentals amb fills.
La població ha evolucionat segons el següent gràfic:
Habitants censats

### Habitatges
El 2007 hi havia 88 habitatges, 64 eren l'habitatge principal de la família, 13 eren segones residències i 11 estaven desocupats. 87 eren cases i 1 era un apartament. Dels 64 habitatges principals, 52 estaven ocupats pels seus propietaris, 7 estaven llogats i ocupats pels llogaters i 4 estaven cedits a títol gratuït; 1 tenia dues cambres, 10 en tenien tres, 16 en tenien quatre i 36 en tenien cinc o més. 50 habitatges disposaven pel capbaix d'una plaça de pàrquing. A 22 habitatges hi havia un automòbil i a 36 n'hi havia dos o més.

### Piràmide de població
La piràmide de població per edats i sexe el 2009 era:
| Homes | Edats   | Dones |
| ----- | ------- | ----- |
| 0     | 95 o +  | 0     |
| 0     | 90 a 94 | 0     |
| 4     | 85 a 89 | 4     |
| 0     | 80 a 84 | 4     |
| 0     | 75 a 79 | 4     |
| 12    | 70 a 74 | 0     |
| 12    | 65 a 69 | 8     |
| 0     | 60 a 64 | 12    |
| 4     | 55 a 59 | 0     |
| 0     | 50 a 54 | 4     |
| 12    | 45 a 49 | 0     |
| 0     | 40 a 44 | 4     |
| 12    | 35 a 39 | 12    |
| 4     | 30 a 34 | 8     |
| 0     | 25 a 29 | 4     |
| 0     | 20 a 24 | 0     |
| 0     | 15 a 19 | 8     |
| 12    | 10 a 14 | 8     |
| 8     | 5 a 9   | 8     |
| 8     | 0 a 4   | 8     |

## Economia
El 2007 la població en edat de treballar era de 89 persones, 65 eren actives i 24 eren inactives. De les 65 persones actives 60 estaven ocupades (31 homes i 29 dones) i 5 estaven aturades (1 home i 4 dones). De les 24 persones inactives 5 estaven jubilades, 13 estaven estudiant i 6 estaven classificades com a «altres inactius».

### Ingressos
El 2009 a Annezay hi havia 62 unitats fiscals que integraven 162 persones, la mediana anual d'ingressos fiscals per persona era de 13.658 €.

### Activitats econòmiques
Dels 3 establiments que hi havia el 2007, 1 era d'una empresa alimentària, 1 d'una empresa de construcció i 1 d'una empresa de serveis.
L'únic servei als particulars que hi havia el 2009 era un paleta.
L'únic establiment comercial que hi havia el 2009 era una fleca.
L'any 2000 a Annezay hi havia 18 explotacions agrícoles que ocupaven un total de 970 hectàrees.

## Poblacions properes
El següent diagrama mostra les poblacions més properes.